# 그리울 련
"그리울 련"은 2015년에 개봉한 대한민국의 영화이다.

## 캐스팅
- 정경호 : 태우 역
- 정윤선 : 희연 역
- 후지이 미나 : 신원불명의 여인 역
- 이승조 : 동물원 직원 1 역
- 한상철 : 동물원 직원 2 역
- 김선웅 : 동물원 대리 역
- 김동언 : 병원 의사 역
- 한윤주 : 펜션 직원 역
- 김현중 : 슈퍼마켓 주인 역
- 이성은 : 행인 역
- 한윤숙 : 태안 동네주민 역
- 한나정 : 태안 동네주민 역
- 한윤주 : 태안 동네주민 역
- 조영수 : 장례식장 관리인 역
- 유승목 : 수목원 관리인 역 (우정출연)